# Annemette Krakau
Annemette Krakau (født 3. marts 1967) er en dansk journalist, der siden september 2006 har været chefredaktør for Billed-Bladet.
Krakau har tidligere været ansat på B.T., men skiftede i 1991 til ugebladsverdenen, da hun blev ansat på Ude og Hjemme og senere Se og Hør, hvor hun var redaktionssekretær. I 1997 blev hun redaktionschef på det nyetablerede billigugeblad Kig Ind og blev allerede året efter bladets chefredaktør. I september 2006 overtog hun posten som chefredaktør for Billed-Bladet, da Anders Thisted gik på pension.